# Rients Gratama
Rients Gratama (Pingjum, 24 januari 1932 – Leeuwarden, 6 september 2017) was een Friese cabaretier, zanger, acteur en tekstschrijver. 

## Loopbaan
Gratama speelde van juli 1957 tot juni 1963 in het Friestalige revue- en cabaretgezelschap Selskip Tetman en Jarich. In 1963 begon hij een eigen Friestalig cabaret, waarmee hij drie seizoenen theaterprogramma's maakte, gevolgd door één seizoen onemanshow. 
In maart 1967 kondigde hij aan op het Nederlands over te stappen. Zijn eerste Nederlandstalige cabaretprogramma heette Vingertjes in de pap, dat in september 1967 in première ging in schouwburg De Lawei in Drachten. De landelijke première volgde op 16 november 1968 in de Kleine Zaal van het Concertgebouw in Amsterdam. Zijn muzikale begeleiding bestond uit Joop Verbeke en combo. Hij trad op met eigen tekstmateriaal, maar gebruikte ook werk van onder anderen Jan Boerstoel en Herman Pieter de Boer. Tot 1981 maakte hij in totaal tien Nederlandstalige theaterprogramma's. Al die tijd verzorgde John de Crane het impresariaat.
In 1976 was zijn Friestalige comeback met het programma Ha dy Basken. In de jaren tachtig volgden deelname aan de musical Fien (1982) en twee cabaretprogramma's samen met Gerard Cox. Tijdens de eerste drie afleveringen van het Frysk Festival leverde hij een belangrijke programma-bijdrage: in 1980 het cabaret Tachtich yn  'e bocht, in 1985 de revu Alle jierren feest en in 1990 de musical Mata Hari. 
Op tv was hij te zien in Gods Gabbers, Maria Magdalena (1982,1983) en in de Friese dramaserie Dankert en Dankert. Tevens vervulde hij de rol als agent Nico in de serie Toen was geluk heel gewoon (televisieserie).
Gratama leverde een bijdrage aan talloze theaterproducties en ontwikkelde zich tot professioneel toneelacteur met als hoogtepunt de hoofdrol in Shakespeares Kening Lear, in 2003 gebracht door Tryater als afscheidsproductie van Jos Thie in het Paardencentrum in Drachten. Enkele jaren later had Gratama veel succes met twee door hemzelf geschreven stukken.   
Gratama verzorgde in 2009 de stem van Charles Muntz in Up. 
Als protest tegen het voornemen om een nieuw schaatsstadion te bouwen in Almere, de Icedôme, in plaats van Thialf, maakte Gratama samen met zanger Syb van der Ploeg het protestlied Almere kolere.
In mei 2015 trad hij samen met Leny Dykstra op in het programma Doe kaam de maaitiid, een 'fleurige hommage' aan Tetman de Vries (1915-1988).
Rients Gratama is op 6 september 2017 op 85-jarige leeftijd overleden.